# Will Self
William Woodard Self (* 26. září 1961 Londýn) je anglický spisovatel a publicista. Je autorem románů, povídek, novel a literatury faktu. Své články uveřejňoval různých novinách a časopisech, působil také v televizi a v rozhlase. Jako profesor moderního myšlení na Brunel University v Londýně vyučuje psychogeografii a moderní literaturu. Je držitelem Geoffrey Faber Memorial Prize, Aga Khan Prize for Fiction a Bollinger Everyman Wodehouse Prize.

## Život a dílo
Narodil se, vyrůstal a žije v Londýně. Několik let experimentoval s drogami, z drogové závislosti se později vyléčil. Navštěvoval University College School Hampstead, později Christ's College Finchley, odkud přešel na Exeter College Oxford. V roce 2012 byl jmenován profesorem moderního myšlení na Brunelově univerzitě v Londýně. Jeho bratr je spisovatel a novinář Jonathan Self.
V roce 1991 vydal sbírku povídek Kvantitativní teorie šílenství (The Quantity Theory of Insanity), za kterou obdržel v roce 1993 Geoffrey Faber Memorial Prize. V roce 1998 získal za povídkovou sbírku Tough Tough Toys for Tough Tough Boys cenu Agy Khana, udělovanou redaktory literárního čtvrtletníku Paris Review. V roce 2002 vyšel román Dorian, an Imitation, který byl nominován na Man Booker Prize.
Za román Vajgl (The Butt: An Exit Strategy), který byl vydán v roce 2008, obdržel cenu Bollinger Everyman Wodehouse za nejlepší komický román vydaný toho roku ve Spojeném království. Román Deštník (Umbrella) z roku 2012 se dostal do užšího výběru knih nominovaných na Man Booker Prize.
Jako novinář publikoval v denících The Guardian, The Times a Evening Standard aj. Byl činný v televizi, přispíval například do televizního seriálu BBC2 Grumpy Old Men, v programu BBC Radio 4 A Point of View uveřejňoval rozhlasové eseje.
Sestavil několik knih ze svých novinových a časopiseckých sloupků, například Junk Mail (1996), Psychogeography (2007). V roce 2019 vydal své memoáry s názvem Will.
V roce 2016 získala Britská knihovna jeho archiv. Jedná se o papírový a digitální materiál, obsahuje rodinné, osobní a literární dokumenty.